# Морален риск
Моралният риск (на английски: moral hazard), според икономистът Пол Кругман, е „която и да е било ситуация, при която един човек взима решение за това колко риск да поеме, докато някой друг поема разходите, ако нещата тръгнат в неприятна посока“. Моралният риск е специфичен случай на информационна асиметрия. 
Терминът се използва в няколко сфери – право и икономика, финанси, застраховане, в мениджмънта и специфично софтуерното разработване (където има по-различното значение на „протекция“ над мениджмънта).
В застраховането има значение на по-рисково поведение на застрахованата страна, при съзнанието, че този риск ще бъде поет от някой друг. 
Според Демб и Боуден  терминът присъства в английски от 17 век и е широко използван от английските застрахователи през късния 19 век. Ранните употреби отнасяли към неморално поведение (негативни конотации) на застрахованата страна, но Демб и Боуден смятат, че вероятно през 18 век математиците, изучаващи моралния риск, под морален са имали предвид „субективен“.